# Patrijarh Tihon
Tihon (ruski: Тихон; Klin, Pskovska oblast, 31. siječnja 1865. – Moskva, 7. travnja 1925.) bio je prvi patrijarh Ruske pravoslavne Crkve nakon pada Ruskog Carstva.
Rođen je kao Vasilij Ivanovič Beljavin. Bio je sin pravoslavnog svećenika i pohađao je sjemenište u Pskovu i Duhovnu akademiju u Petrogradu. Godine 1888. započeo je predavati u školi. Najprije je predavao francuski, a kasnije moralnu teologiju i dogmatiku. 
Zaređen je za episkopa (biskupa) u Petrogradu 19. listopada 1897. godine. Prvo je godinu dana djelovao kao episkop u Lublinu u Poljskoj, a 1898. postao je biskup Aleuta i Aljaske, koji su do 1867. pripadali Rusiji prije prodaje SAD-u; kao takav bio je poglavar svih ruskih pravoslavaca na sjevernoameričkom kontinentu. Na njegov je prijedlog 1905. godine, episkopski sinod premješten iz San Francisca u New York City, gdje je njegovim zalaganjem podignuta crkva sv. Nikole na Manhattanu. Dana, 5. svibnja 1905. uzdignut je na red arhiepiskopa (nadbiskupa). Iste godine u Minneapolisu otvara prvo pravoslavno sjemenište u Americi. Uz njegovo aktivno sudjelovanje nastavljeno je i dovršeno prevođenje pravoslavnij liturgijskih tekstova na engleski jezik. Sagradio je desetke novih crkava, aktivno sudjelovao u izgradnji i organizaciji župa Ruske pravoslavne crkve u Americi. Na njegov prijedlog podignut je prvi pravoslavni manastir u Sjevernoj Americi, gdje je sagrađeno i školsko sirotište. Uspio je prevesti na pravoslavlje 32 unijatske zajednice, odnosno oko 250.000 ruskih grkokatolika.
Godine 1907. zasjeo je na stolicu jaroslavljskog arhiepiskopa. Nakon problema s lokalnim vlastima, postao je arhiepiskop Vilniusa u Litvi 1914. godine. 

## Patrijarh moskovski i sve Rusije
Nakon pada cara Nikolaja II. tijekom Februarske revolucije 1917., u nastojanju Crkve da se osamostali od ruske države, 5. studenoga 1917. sabor nacionalne crkve imenovao ga je prvim patrijarhom Ruske pravoslavne crkve nakon pada Ruskog Carstva. No, njegovi pokušaji reforme bili su ugušeni s jedne strane unutarnjim crkvenim otporom, a s druge strane komunističkim preuzimanjem vlasti nakon Oktobarske revolucije.
Tihon je isključio mogućnost sudjelovanja kršćanina u Ruskom građanskom ratu: "Ne, radije bi nam trebali nanijeti krvave rane nego se okrenuti osveti, u konačnici osveti u obliku masakra, našim neprijateljima da nam bude izvor naše nesreće.”
Nakon vijesti o pokoljima svećenstva od strane komunista, posebno o ubojstvu kijevskog mitropolita Vladimira, ustanovljeno je posebno spominjanje ispovjednika i mučenika koji su umrli za pravoslavnu vjeru. Također je definirano upravljanje eparhijama uz aktivno sudjelovanje laika, te je osuđena nova boljševička vlast. Potom su uslijedili oštri napadi vladinog tiska na episkope Ruske Crkve. U veljači je Središnji izvršni komitet odlučio uzeti sve vrijedne predmete iz hramova, uključujući svete bogoslužne predmete i druge vjerske crkvene objekte.
Dana, 19. siječnja 1918. patrijarh Tihon objavio je svoj poznati proglas protiv boljševičkog terora. U Rusiji je vladala glad, narod je bio siromašan i gladovao, a situaciju je pogoršavala rigidna politika boljševičke vlasti (oduzimanje žetve seljacima i otimanje zemlje i drugih dobara).
Tihon je 1922. godine uhićen i odveden u pritvor u Lubjanku u Moskvi zbog netrepeljivosti komunista prema Ruskoj pravoslavnoj Crkvi. Nakon toga je interniran u moskovski Donski manastir. Sveruska crkvena skupština kojom su dominirali boljševici smijenila ga je i lišila svih crkvenih službi. Međutim, ponovno je pušten 1923., vjerojatno kao rezultat engleske intervencije.
Nakon puštanja na slobodu, na njega je nekoliko puta pokušan atentat. U jednom od tih pokušaja ubijen je njegov tajnik Jakov Polozov. Patrijarh je tražio da bude pokopan pored njega nakon njegove smrti. Posljednjih godina svoga života, iako je bio progonjen i bolestan, nije propuštao nijednu blagdansku ni nedjeljnu službu. Preživio je nekoliko atentata i pokušaja trovanja. 
Službeni uzrok njegove smrti 1925. godine je srčani udar, iako je sudeći po okolnostima otrovan.
Nakon raspada Sovjetskog Saveza, Tihona je kanonizirala Ruska pravoslavna Crkva 1991. godine. Njegove kosti nalaze u Donskom manastiru u Moskvi.